# Linda Rocchetti
Linda Rocchetti (ur. 8 kwietnia 1964 we Fleres) – włoska narciarka alpejska, dwukrotna medalistka mistrzostw świata juniorów.

## Kariera
Największe sukcesy na arenie międzynarodowej Linda Rocchetti osiągnęła w 1982 roku, startując na mistrzostwach świata juniorów w Auron. W czterech startach zdobyła tam dwa medale; najpierw zajęła trzecie miejsce w slalomie gigancie, w którym wyprzedziły ją jedynie Michaela Gerg z RFN oraz Andreja Leskovšek z Jugosławii. Dzień później trzecie miejsce zajęła także w kombinacji, tym razem plasując się za swą rodaczką, Paolettą Magoni i Austriaczką Sylvią Eder. Na tej samej imprezie była również ósma w zjeździe i dwunasta w slalomie.
W zawodach Pucharu Świata zadebiutowała w sezonie 1981/1982. Pierwsze punkty wywalczyła 8 stycznia 1982 roku Pfronten, gdzie była jedenasta w gigancie. Punkty zdobyła także 14 stycznia 1982 roku w tej samej miejscowości, zajmując dwunaste miejsce w kombinacji. W klasyfikacji generalnej sezonu 1981/1982 zajęła ostatecznie 61. miejsce. Podczas rozgrywanych w 1982 roku mistrzostw świata w Schladming Rocchetti zajęła trzynaste miejsce w kombinacji. Nigdy nie wystąpiła na igrzyskach olimpijskich.

## Osiągnięcia

### Mistrzostwa świata
| Miejsce | Dzień       | Rok  | Miejscowość | Konkurencja | Czas biegu | Strata     | Zwyciężczyni |
| ------- | ----------- | ---- | ----------- | ----------- | ---------- | ---------- | ------------ |
| 13.     | 31 stycznia | 1982 | Schladming  | Kombinacja  | 8,99 pkt   | +67,79 pkt | Erika Hess   |

### Mistrzostwa świata juniorów
| Miejsce | Dzień   | Rok  | Miejscowość | Konkurencja | Czas biegu  | Strata  | Zwyciężczyni      |
| ------- | ------- | ---- | ----------- | ----------- | ----------- | ------- | ----------------- |
| 8.      | 4 marca | 1982 | Auron       | Zjazd       | 1:40,53 min | +1,37 s | Catherine Quittet |
| 3.      | 5 marca | 1982 | Auron       | Gigant      | 2:35,82 min | +1,06 s | Michaela Gerg     |
| 12.     | 6 marca | 1982 | Auron       | Slalom      | 1:18,95 min | +2,21 s | Andreja Leskovšek |
| 3.      | 7 marca | 1982 | Auron       | Kombinacja  | ?           | ?       | Paola Magoni      |

### Puchar Świata

#### Miejsca w klasyfikacji generalnej
- sezon 1981/1982: 61.

#### Miejsca na podium
Rocchetti nigdy nie stanęła na podium zawodów PŚ.